# Повітряні сили Вірменії
Військово-повітряні сили Вірменії (вірм. Հայաստանի Ռազմաօդային Ուժեր) — один із видів збройних сил Вірменії.

## Техніка та озброєння
На озброєнні  ВПС Вірменії знаходиться наступна техніка та засоби ураження:  (англ.)
| Тип                | Фото          | Виробництво/Країна | Призначення                  | Варіант       | Кількість     | Примітки      |
| Бойові літаки      | Бойові літаки | Бойові літаки      | Бойові літаки                | Бойові літаки | Бойові літаки | Бойові літаки |
| ------------------ | ------------- | ------------------ | ---------------------------- | ------------- | ------------- | ------------- |
| Су-25              |               | СРСР               | Штурмовик                    |               | 11            |               |
| Навчальний літак   |               |                    |                              |               |               |               |
| Л-39 «Альбатрос»   |               | Чехія              | Навчально-тренувальний літак |               | 6             |               |
| Транспортний літак |               |                    |                              |               |               |               |
| Іл-76              |               | СРСР               | Транспортний літак           |               | 3             |               |
| Гелікоптери        |               |                    |                              |               |               |               |
| Мі-24              |               | СРСР               | Ударний гелікоптер           |               | 15            |               |
| Мі-8/17            |               | СРСР               | Багатоцільовий гелікоптер    |               | 20            |               |
| Мі-2               |               | СРСР               | Багатоцільовий гелікоптер    |               | 6             |               |

## Пункти базування
Вірменія володіє двома спеціалізованими базами ВПС та аеродромами подвійного призначення.
| Місце розташування | Код ІКАО | Координати                                                            | Найменування авіабази | ЗПС (довжина, покриття) |
| ------------------ | -------- | --------------------------------------------------------------------- | --------------------- | ----------------------- |
| Гюмрі              | UDSG     | 40°45′07″ пн. ш. 43°51′35″ сх. д. / 40.75194° пн. ш. 43.85972° сх. д. | Ширак                 | 3250 м, бетон           |
| Єреван             | UDYE     | 40°07′28″ пн. ш. 44°27′57″ сх. д. / 40.12444° пн. ш. 44.46583° сх. д. | Еребуні               | 2750 м, бетон           |

* Можливо, відносяться до російської воєнної бази у Вірменії.

## Розпізнавальні знаки
Розпізнавальним знаком повітряних суден ВПС Вірменії є три концентричні кола кольорів національного прапора Вірменії — червоний зовнішній, синій середній і помаранчевий внутрішній.

Розпізнавальний знак ВПС Вірменії
Розпізнавальний знак ВПС Вірменії (варіант)